# San Luis de Sabinillas
San Luis de Sabinillas es una pedanía costera del término municipal de Manilva, Málaga. Dista 97 km de la capital malagueña. En 2012 tenía una población de 6.167 habitantes.

## Geografía
Limita al noreste con Casares por el río Manilva y al suroeste con el Castillo de La Duquesa y el Puerto Deportivo de La Duquesa. 

## Historia

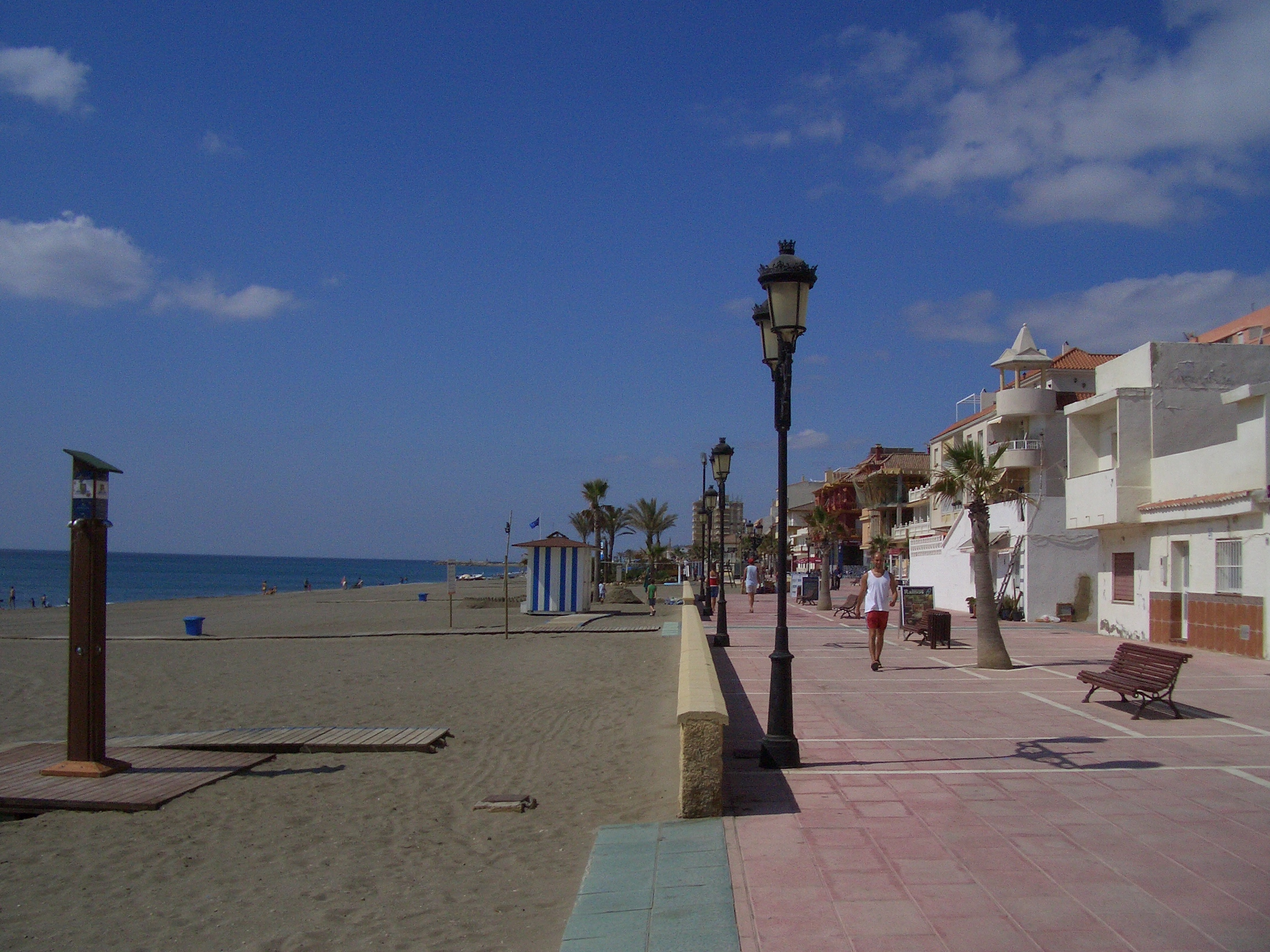
Paseo marítimo de Sabinillas.

Se han hallado los restos de una villa romana relacionados con el yacimiento del Entorno del Castillo de La Duquesa; se trata de una villa con atrio y varias dependencias con mosaicos, además de una pileta para la obtención de salazones de pescado o gárum.
A finales del siglo XIX la familia Larios, industriales de Málaga y el Campo de Gibraltar, fundan la Sociedad Industrial y Agrícola de Guadiaro que adquiere 1878 la Colonia San Luis de Sabinillas￼, dotada de una fábrica de azúcar para procesar la caña de azúcar que la S.I.A.G. obtenía en las vegas del río Guadiaro y en las zonas costeras.

## Transporte
Sabinillas está bien conectada por carreteras desde las principales vías de tráfico. Se puede acceder directamente desde la A-7 y desde la AP-7 por la A-377 pasando por Manilva.
La barriada igualmente se encuentra comunicada con Málaga, Estepona, Algeciras y La Línea a través de tres líneas que dirige CTSA-Portillo.

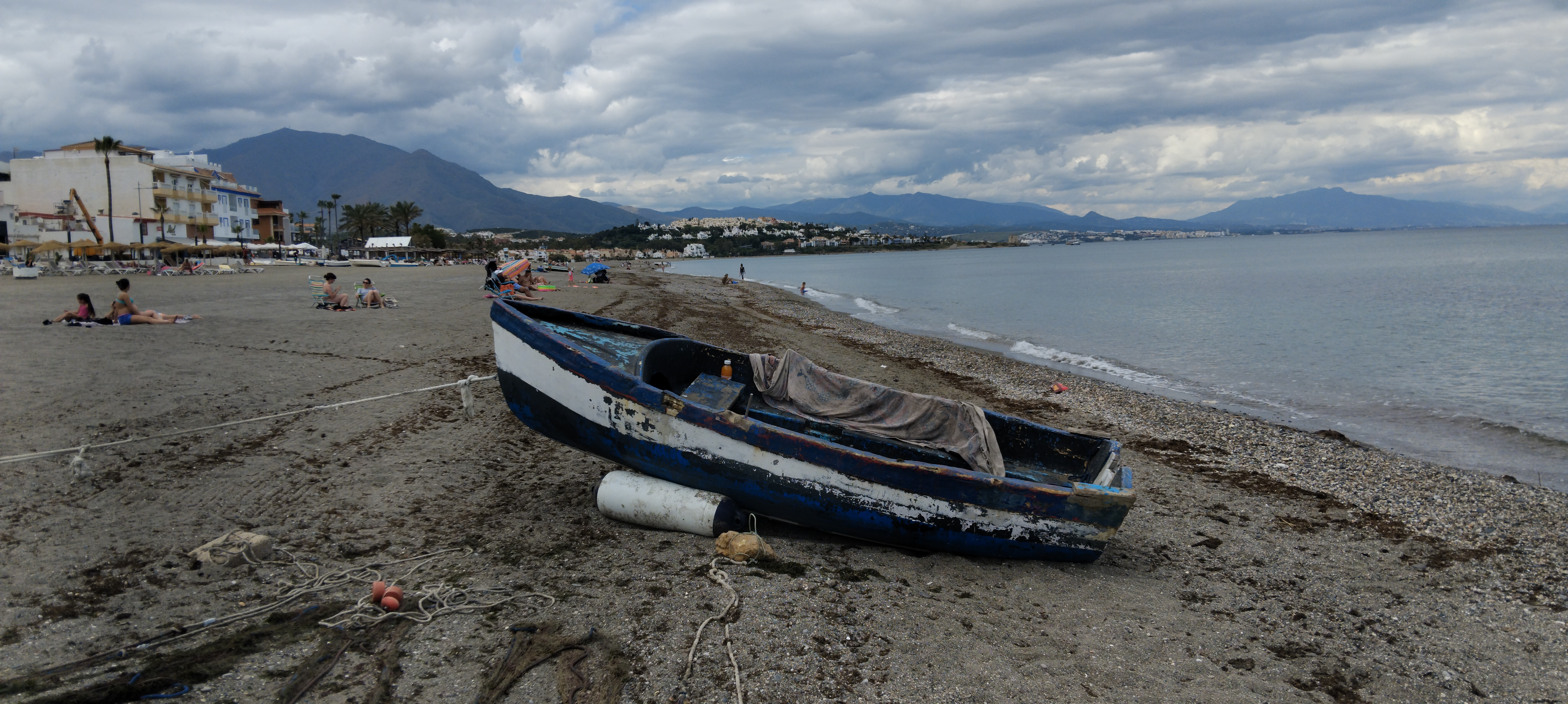
Playa de San Luis de Sabinillas. Mayo de 2025

## Cultura

### Fiestas
San Luis de Sabinillas celebra su feria en agosto en honor al patrón San Luis en la plaza Vicente Espinel, con actuaciones y conciertos, misa y procesión, eventos deportivos y feria de día. En julio se procesiona a la Virgen del Carmen. Además, también se celebra la Noche de San Juan en junio; la Fiesta de la Luna Llena y la Noche Carnavalesca en julio; el Mercado Medieval agosto.

### Gastronomía
La gastronomía del lugar está regida principalmente por platos de la dieta mediterránea española, entre los que cabe destacar principalmente las frituras de marisco y los pescados cocinados. También se hace un hueco el tradicional gazpacho andaluz.

### Ocio
La principal atracción turística y de ocio es la Playa de Sabinillas y el puerto deportivo situado entre El Castillo y Sabinillas. 

### Comercio
A lo largo de todo el núcleo encontramos diversos establecimientos: restaurantes, tiendas de moda, supermercados, etc. Además, cuenta con un mercadillo cada viernes. 
Durante los meses de verano, encontramos el Mercado del Mar, el Mercadillo Medieval así como el Encuentro Internacional